# Rhampsinitus leighi
Rhampsinitus leighi is een hooiwagen uit de familie echte hooiwagens (Phalangiidae).